# Амоо, Акинкунми
Акинкунми Айобами Амоо (англ. Akinkunmi Ayobami Amoo; родился 7 июня 2002 года, Лагос, Нигерия) — нигерийский футболист, полузащитник клуба «Копенгаген».

## Клубная карьера
Амоо начал карьеру в клубе «Сидос». Летом 2020 года он подписал контракт с шведским «Хаммарбю». 13 сентября матче против «Хельсингборга» он дебютировал в Аллсвенсканлиге. 17 апреля 2021 года в поединке против «Мьельбю» Акинкунми забил свой первый гол за Хаммарбю. 

## Международная карьера
В 2019 году в составе юношеской сборной Нигерии Амоо принял участие в юношеском Кубке Африки в Танзании. На турнире он сыграл в матчах против команд Танзании, Уганды, Гвинеи и дважды Анголы. В поединке против танзанийцев Акинкунми забил гол. 
В том же году Амоо принял участие в юношеском чемпионате мира в Бразилии. На турнире он сыграл в матчах против команд Венгрии, Эквадора, Австралии и Нидерландов.